# Sangre rebelde
Call Her Savage (en español Sangre rebelde) es una película dramática anterior al Código de 1932 dirigida por John Francis Dillon y protagonizada por Clara Bow. La película fue el penúltimo papel cinematográfico de Bow. También es una de las primeras representaciones de homosexuales en la pantalla, incluida una escena en un bar gay. Los derechos de autor de la película fueron renovados y la película pasará a ser de dominio público en 2028.

## Trama
Una joven salvaje, Nasa Springer, nacida y criada en Texas por padres acomodados, se rebela contra su padre. La envían a la escuela en Chicago, donde su comportamiento disruptivo la señala como una alborotadora. Se casa con un playboy rico, quien luego declara que el matrimonio es una estratagema y la abandona. Su padre renuncia a ella y le dice que no desea volver a verla nunca más. Ella descubre que está embarazada y tiene un hijo. Reducida a la pobreza, se muda a una pensión con su bebé y lucha por pagar las necesidades básicas del bebé. Sin saber que su abuelo en Texas murió y le dejó una fortuna de 100.000 dólares, una Nasa desesperada se disfraza de prostituta y sale al vecindario con la esperanza de ganar algo de dinero rápido para comprar medicinas para su hijo. Mientras ella está fuera, un patán borracho en la pensión deja caer una cerilla y accidentalmente prende fuego al edificio. El bebé de Nasa muere en el incendio.
Al enterarse de que su madre se está muriendo, se apresura a regresar a Texas. Allí descubre que es una "mestiza", mitad blanca y mitad india. Se afirma que esto explica por qué ella siempre había sido "indomable y salvaje". Este conocimiento de su linaje supuestamente le permitiría la posibilidad de ser feliz en los brazos de un joven y apuesto indio "mestizo" llamado Moonglow, un viejo amigo que la ama en secreto.

## Reparto
- Clara Bow como Nasa Springer
- Gilbert Roland como Moonglow
- Thelma Todd como Sunny De Lane
- Monroe Owsley como Lawrence Crosby
- Estelle Taylor como Ruth Springer
- Weldon Heyburn como Ronasa
- Willard Robertson como Pete Springer
- Anthony Jowitt como Jay Randall
- Fred Kohler como Silas Jennings
- Russell Simpson como el anciano en Wagon Train
- Margaret Livingston como Molly
- Carl Stockdale como Mort
- Dorothy Peterson como la esposa de Silas
- Marilyn Knowlden como Ruth (de niña)
- Douglas Haig (sin acreditar) como Pete (cuando era niño) [4]

## Recepción
The Film Daily elogió la actuación de Bow y escribió: "Con un aspecto de un millón de dólares, actuando mejor que nunca y desempeñando un papel que requiere que abarque casi toda la gama de estados de ánimo y modos femeninos, Clara Bow regresa como un torbellino".
La película atrajo a una audiencia de más de 900.000 personas cuando se proyectó en 42 ciudades de estreno.

## Estado de conservación
La película fue restaurada en 2012 por el Museo de Arte Moderno y se estrenó en el tercer Festival de Cine Turner Classic Movies anual en Hollywood. 